# Pape (Familienname)
Pape ist ein deutschsprachiger Familienname.

## Bedeutung
Pape ist abgeleitet von der mittelniederdeutschen Berufsbezeichnung pape (Pfaffe, Weltgeistlicher).

## Namensträger

### A
- Albert Pape (Verleger) (1858/1859–1914), deutscher Buchhändler und Verleger
- Albert Pape (Fußballspieler) (1897–1955), englischer Fußballspieler
- Alexander von Pape (1813–1895), deutscher Generaloberst
- Alexandro Pape (* 1973), deutscher Koch
- Alfons Pape (1885–1950), deutscher Schauspieler, Theaterregisseur und Intendant
- Alfred Pape (1903–nach 1948), deutscher Politiker (NSDAP) und SA-Führer
- Ambrosius Pape (1553–vor 1613), deutscher Theologe und Dramatiker
- Andreas Pape (Politiker) (* 1960), deutscher Politiker (SPD), MdA Berlin
- Andreas Pape (Schauspieler) (* 1980), deutscher Schauspieler, Regisseur und Wasserskisportler
- August Pape (1857–1922), deutscher Fabrikant und Politiker
- Axel Pape (* 1956), deutscher Schauspieler

### B
- Burkhard Pape (1932–2024), deutscher Fußballspieler und -trainer

### C
- Carl Pape (1836–1906), deutscher Physiker
- Carsten Pape (* 1956), deutscher Musiker
- Christian Pape, deutscher Informatiker und Hochschullehrer
- Christiane Pape (* 1960), deutsche Tischtennisspielerin

### D
- Daniel Pape (* 1981), deutscher Koch
- Detlef Pape (1954–2017), deutscher Mediziner und Autor
- Detlev Pape (1909–1986), deutscher Heimatforscher

### E
- Eduard Pape (Maler) (1817–1905), deutscher Maler
- Eduard Pape (Richter) (Karl Eduard Pape; 1836–1896), deutscher Richter
- Elisabeth Pape (1870–1964), deutsche Pädagogin und Politikerin, MdHB
- Elisabeth Juliane Maria Pape (1814–1890), deutsche Schriftstellerin
- Engelbert Pape (1827–1909), deutscher Eisenbahnbeamter
- Ernst Pape (1876–1945), deutscher Wirtschaftswissenschaftler und Hochschullehrer

### F
- Frank Pape (* 1970), deutscher Autor und Drehbuchautor
- Friedrich Georg Pape (1763–1816), deutscher Ordensgeistlicher und Theologe
- Friedrich von Pape (1797–1877), deutscher Jurist und Richter am obersten Gericht des Königreichs Hannover
- Fritz Pape (1947–2023), deutscher Vielseitigkeitsreiter und Trainer

### G
- Gabriella Pape (* 1963), deutsche Landschaftsarchitektin
- Gerhard Pape (* 1954), deutscher Jurist und Richter
- Günter A. Pape (* 1934), deutscher Regisseur und Fernsehproduzent
- Günther Pape (1907–1986), deutscher Offizier

### H
- Hans Pape (Maler) (1894–1970), deutscher Maler und Grafiker
- Hans Pape (Architekt), deutscher Architekt
- Hans-Christian Pape (* 1956), deutscher Neurophysiologe und Hochschullehrer
- Hans-Christoph Pape (* 1962), deutscher Chirurg und Hochschullehrer
- Hans-Dieter Pape (1931–2017), deutscher Chirurg und Hochschullehrer
- Heinrich Pape (Organist) (1609–1663), deutscher Organist und Komponist
- Heinrich Pape (1644/1645–1719), deutscher Bildschnitzer, siehe Heinrich Papen
- Heinrich Pape (Theologe) (1745–1805), deutscher Theologe
- Heinrich Eduard Pape (1816–1888), deutscher Jurist
- Heinz Pape (* 1958), deutscher Fußballspieler
- Helmut Pape (* 1950), deutscher Philosoph
- Henri Pape (Jean Henri Pape, Johann Heinrich Pape; 1789–1875), deutsch-französischer Klavierbauer
- Hermann Pape (Politiker), deutscher Politiker, Bürgermeister von Stettin
- Hermann Pape (Sportschütze) (1929/1930–2005), deutscher Sportschütze und Trainer
- Hermann Pape (Mikrobiologe) (* 1937), deutscher Mikrobiologe und Hochschullehrer
- Hinrich Pape († 1359), deutscher Kaufmann und Politiker, Bürgermeister von Lübeck

### I
- Inge Pape (* 1937), deutsche Malerin und Grafikerin

### J
- Joachim Pape (1923–2006), deutscher Schauspieler
- Johann Pape (Politiker), deutscher Politiker, Bürgermeister von Rostock
- Johann Pape (Mediziner) (1558–1622), deutscher Mediziner und Hochschullehrer
- Johann Heinrich Pape (1728–1776), deutscher Pfarrer und Schriftsteller
- Johann Hermann Franz von Pape (1717–1793), deutscher Jurist
- Joseph Pape (1831–1898), deutscher Jurist und Schriftsteller

### K
- Karl Pape (Architekt), deutscher Architekt
- Karl Pape (Widerstandskämpfer) (1893–1943), deutscher Widerstandskämpfer, siehe Liste der Stolpersteine in Bad Lauterberg im Harz
- Karl Eduard Pape (1836–1896), deutscher Richter, siehe Eduard Pape (Richter)
- Karl Ferdinand Pape (auch Carl Ferdinand Pape; 1834–1862), deutscher Astronom
- Karl-Heinz Pape (1939–2000), deutscher Leichtathlet
- Klaus von Pape (1904–1923), deutscher Adliger und Putschist
- Klaus Pape (Zahnmediziner) (1928–2021), deutscher Zahnmediziner und Schriftsteller
- Klaus Pape (Soziologe) (* 1954), deutscher Soziologe
- Klaus Pape (Poolbillardspieler), deutscher Poolbillardspieler

### L
- Lars Pape (* 1971),  deutscher Schauspieler und Filmregisseur
- Laura Pape (* 1993), deutsche Schriftstellerin
- Leopold Pape (* 1992), deutscher Filmproduzent
- Lilian Helen Muriel Pape (1906–1968), britisch-deutsche Schauspielerin, Sängerin und Tänzerin, siehe Lilian Harvey
- Lionel Pape (1877–1944), britischer Schauspieler
- Lisa Johansson-Pape (1907–1989), finnische Designerin
- Lorne De Pape (* 1955), neuseeländischer Curler
- Louis Pape (Johann Christian Ludwig Pape; 1799–1855), deutscher Cellist und Komponist
- Ludwig Pape (Maler) (1786–1857), deutscher Maler und Restaurator
- Ludwig Pape (Politiker) (1877–1968), deutscher Unternehmer und Politiker (Zentrum), MdL Preußen
- Lygia Pape (1927–2004), brasilianische Malerin, Bildhauerin, Graveurin und Filmemacherin

### M
- Maiken With Pape (* 1978), dänische Fußballspielerin
- Martin Pape (1927–2011), deutscher Politiker (UAP, SLP, FAP)
- Matthias Pape (* 1957), deutscher Historiker
- Max von Pape (1851–1926), deutscher Generalleutnant
- Max Pape (1886–1947), deutscher Schwimmer

### O
- Oran Pape (1904–1936), US-amerikanischer American-Football-Spieler und Polizist
- Otto Pape, Tarnname von Erich Priebke (1913–2013), deutscher SS-Führer und Kriegsverbrecher

### P
- Paul Pape (1859–1933), deutscher Entomologe
- Petra Madita Pape (* 1969), deutsche Musicaldarstellerin und Schauspielerin

### R
- Raimund von Pape (1798–1850), deutscher Verwaltungsbeamter
- Rainer Pape (1926–2022), deutscher Archivar und Historiker
- René Pape (* 1964), deutscher Opernsänger (Bass)
- Robert Pape (* 1960), US-amerikanischer Politikwissenschaftler
- Rotraut Pape (1956–2019), deutsche Filmemacherin, Künstlerin und Hochschullehrerin
- Rüdiger Pape (* 1960), deutscher Theater- und Opernregisseur
- Rudolf Pape (Politiker), deutscher Politiker, MdL Mecklenburg-Strelitz
- Rudolf Pape (Mediziner) (1899–1970), österreichischer Radiologe
- Rudolf Pape (Pflegewissenschaftler) (* 1959), deutscher Pflegewissenschaftler

### S
- Samuel Christian Pape (1774–1817), deutscher Schriftsteller, Dichter und Theologe
- Sibylle Broll-Pape, deutsche Regisseurin und Theaterleiterin
- Sonja Pape (1932–1997), deutsche Journalistin und Politikerin

### T
- Thomas Pape (* 1960), dänischer Zoologe, Entomologe und Museumskurator
- Till Pape (* 1997), deutscher Basketballspieler

### U
- Ute Pape (* 1949), deutsche Politikerin
- Uwe Pape (1936–2023), deutscher Wirtschaftsinformatiker und Orgelsachverständiger
- Uwe-Jens Pape (1930–1990), deutscher Schauspieler

### W
- Walter Pape (* 1945), deutscher Germanist und Literaturwissenschaftler
- Wilhelm von Pape (Landrat) (1771–1860), deutscher Landrat von Königsberg Nm.
- Wilhelm Pape (1807–1854), deutscher Klassischer Philologe und Lexikograf
- Wilhelm von Pape (General) (1808–1885), deutscher Generalleutnant
- Wilhelm Pape (Politiker) (1908–??), deutscher Gewerkschafter und Politiker (SPD), MdBB
- Wilhelm Pape (Heimatforscher) (1929–2016), deutscher Lehrer und Heimatforscher
- Wilhelm August Pape (1830–1914), deutscher Schuhfabrikant
- Wilhelm Georg Pape (1806–1875), deutschbaltischer Maler und Zeichner
- Willekin Pape († 1348), deutscher Geistlicher, Bischof von Schwerin
- William Pape (1859–1920), deutscher Maler und Illustrator
- Willy Pape (1891–1940), deutscher Schauspieler
- Winfried Pape (1936–2017), deutscher Musikpädagoge
- Wolfgang Pape (1943–2025), deutscher Prähistoriker